# Achyranthes bidentata
Espèce
Statut de conservation UICN

NE   : Non évalué
Achyranthes bidentata est une espèce de plante à fleur de la famille des Amaranthaceae, originaire d'une large partie de l'Asie.
Sa racine fournit une matière médicale couramment utilisée en Chine depuis au moins deux millénaires.

## Étymologie
Le nom de genre Achyranthes est composé des deux étymons grecs achyron ἄχυρον ου (τό) « paille, chaume, balle » et anthos ἄνθος « fleur »,
L’épithète spécifique bidentata du latin dentatus, a, um « qui a des dents » et du préfixe bi « deux », en raison de bractéoles à 2 dents à la base.
Blume en a donné la première description en 1825, dans Bijdragen tot de flore van Nederlandsch Indië 2: 545 à partir de spécimens venant de Java, dans les Indes néerlandaises.

## Synonymes
En raison de sa très large aire de distribution asiatique, elle a reçu de nombreuses identifications indépendantes, traitées maintenant comme synonymes. En voici un échantillon tiré de The Plant List :
- Achyranthes chinensis Osbeck
- Achyranthes fauriei H.Lév. Et Vaniot
- Achyranthes fruticosa Lam.
- Achyranthes hispida Moq.
- Achyranthes japonica (Miq.) Nakai
- Achyranthes longifolia (Makino) Makino
- Achyranthes longifolia f. rubra F.C.Ho
- Achyranthes mollicula Nakai
- Achyranthes ogatai Yamam.
- Achyranthes rotundifolia (Ohwi) M.Suzuki
- Achyranthes ryukyuensis Tawada
- Centrostachys bidentata (Lam.) Standl.
- Centrostachys moquinii Standl.

Il a été trouvé un grand nombre de variétés.

## Description

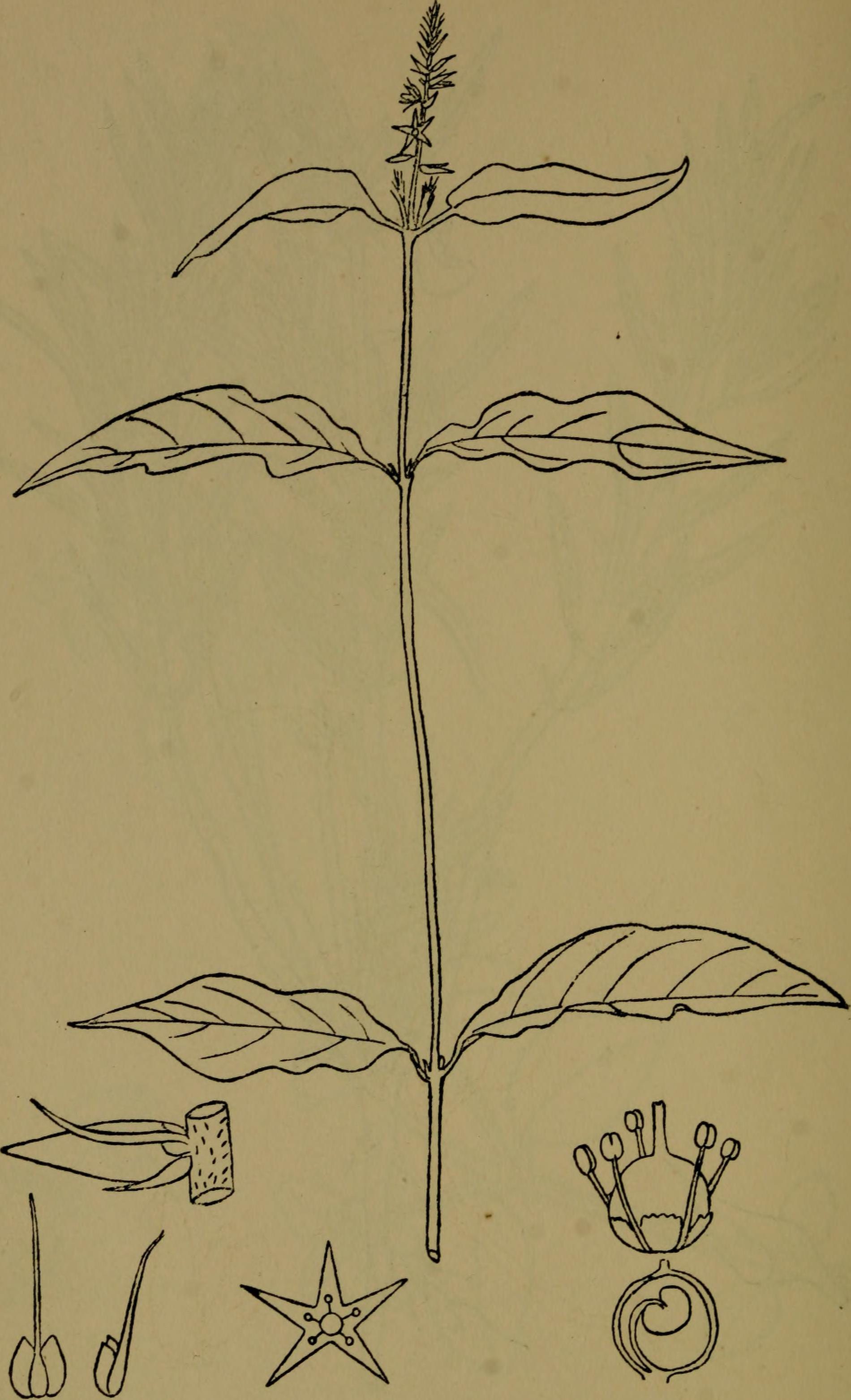
Achyranthes bidentata, tige, bractéole, fleur, fruit.

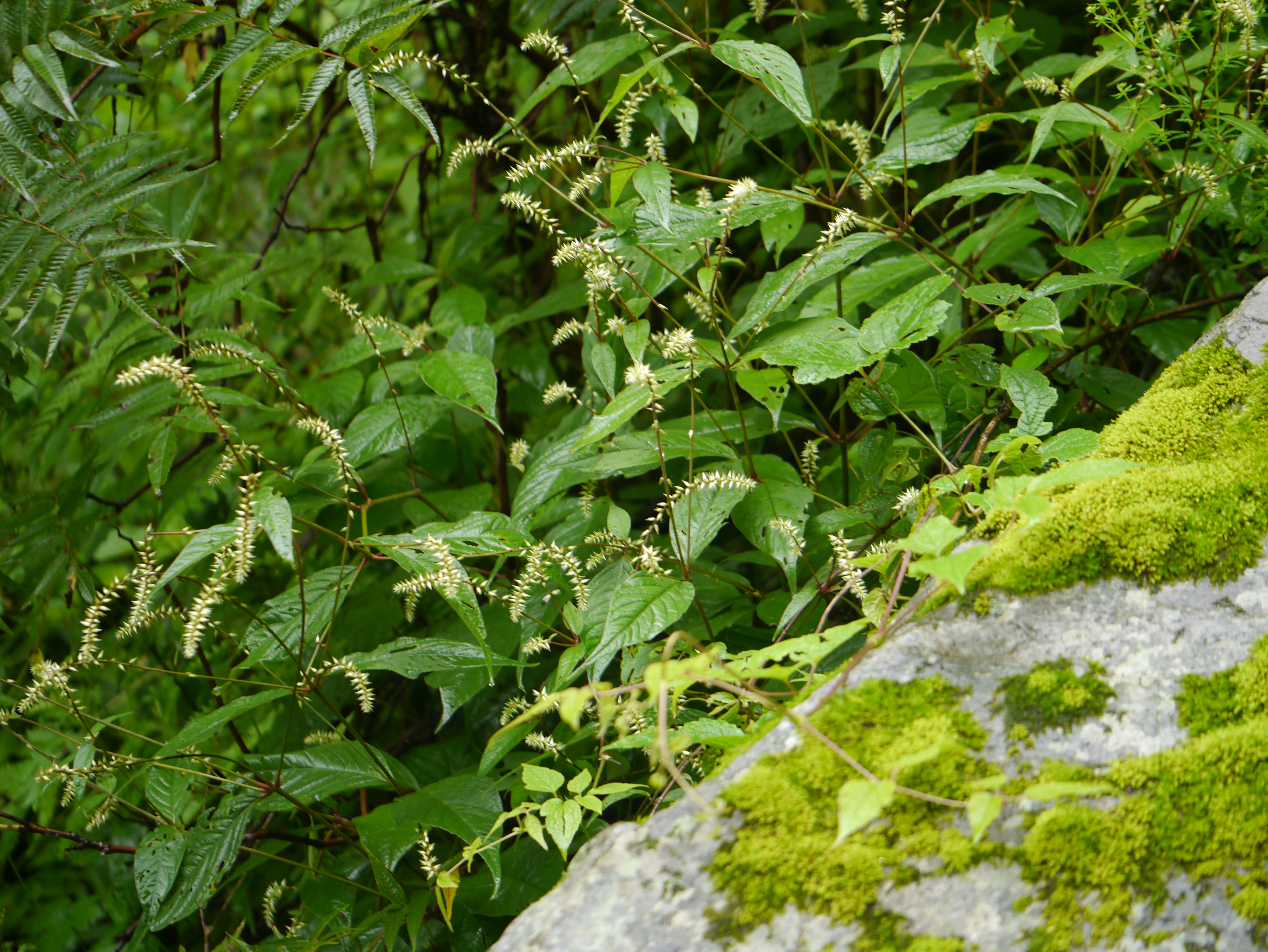
A. bidentata.

Achyranthes bidentata est une plante herbacée vivace de 70 à 120 cm de haut. Les tiges sont vertes parfois teintées de rouge, angulées, pubescentes.
Les feuilles, opposées, portées par un pétiole de 0,5 à 3 cm, poilu, comporte un limbe elliptique ou elliptique-lancéolé, de 4,5–12 cm de long sur 2–7,5 cm, pubescente, à base cunéiforme.
L’inflorescence est un épi terminal ou axillaire de 3–5 cm de long, portant densément des fleurs de 5 mm. La fleur est sous-tendue par des bractéoles réfléchies après l'anthèse, largement ovales, de 2–3 mm, apex acuminé, épineuses. Les tépales sont brillants, lancéolés, à nervure médiane et apex aigu. 
Le fruit est enveloppé dans un utricule brun jaunâtre, brillant, oblong, de 2–2,5 mm. Les graines sont brun clair.
La floraison a lieu en juillet-septembre et la fructification en septembre-octobre.  

## Variétés
Flora of China distingue deux variétés :
- var.japonica : plantes à poils clairsemés; fleurs clairsemées en longs épis; tépales à 3 veines

- var. bidentata : plantes velues ou sous-glabres; fleurs denses en épis; tépales avec une veine médiane

## Distribution
C’est une espèce ayant une large aire de distribution en Asie : Chine, Bhoutan, Inde, Indonésie, Japon, Corée, Laos, Malaisie, Myanmar, Népal, Nouvelle-Guinée, Philippines , Russie, Sikkim, Thaïlande, Vietnam.

## Plante médicinale

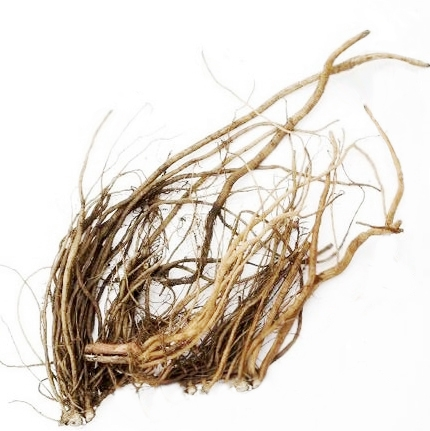
Racine d'Achyrante bidentée.

### En Chine
Cette espèce fait partie des plantes médicinales chinoises les plus utilisées. Connue depuis l’antiquité sous le nom de niuxi 牛膝 « genou de vache », elle continue à être cultivée pour sa racine appréciée comme matière médicinale en médecine traditionnelle chinoise.
La pharmacopée Shennong bencao jing indique que la plante guérit les maladies « dues au froid et à l’humidité, l’hypertonicité des quatre membres, l’incapacité de plier les genoux, chasse le sang et le qi [pathogène], [traite] les méfaits de la chaleur, de la putréfaction due au feu, des fausses couches. Consommée pendant longtemps, elle allège le corps et permet de vivre longtemps. Croît dans les vallées de rivière ».
La plante est récoltée en hiver quand les tiges et les feuilles sont flétries, sa racine est prélevée, séchée à la fumée sulfurique, stockée.
D’après les termes de l’ouvrage des universités de Nankin et Pékin, La pharmacopée chinoise, la racine d’achyranthe a pour
- Fonctions :
  - activer la circulation et lever la stase sanguine
  - nourrir le foie et le rein, renforcer les muscles et les os
  - diurétique
- Indications
  - troubles menstruels, traumatisme
  - arthralgie
  - syndromes hémorragiques

### En Inde
Au Mizoram, en Inde, la plante est utilisée, en usage externe, contre les morsures de sangsues, en usage interne, en décoction diurétique.